# José Abello Silva
José Rafael Abello Silva was een drugssmokkelaar die smokkeloperaties leidde voor het Medellínkartel aan de Caraïbische kust, vooral in Santa Marta, Colombia.
In januari 1987 droeg president Virgilio Barco de Colombiaanse politie op een einde te maken aan de smokkelpraktijken. Silva werd samen met nog 128 drugsdealers gearresteerd. Hij werd aangeklaagd door de Amerikaanse overheid wegens samenzwering bij het importeren en dealen van cocaïne. Volgens de DEA was Silva een grote transporteur van het Medellínkartel, hij was verantwoordelijk voor verschepingen van cocaïne en marihuana via de Caraïbische kust naar de VS. Silva zou volgens het DEA meer dan 800 kg cocaïne in de VS geïmporteerd hebben.
Op 10 oktober 1989 werd Abello Silva, ook bekend als Mono Abello, gearresteerd in een restaurant in Bogotá. Op 16 oktober 1989 werd hij begeleid door de Amerikaanse Federale politie naar een vliegtuig richting Tulsa, Oklahoma. In april 1990 kwam het proces van Silva voor in Tulsa en op 19 mei 1990 werd hij veroordeeld tot 30 jaar door rechter Thomas Brett wegens samenzwering van het importeren van cocaïne en marihuana in de VS en het in bezit zijn van drugs met als doel het te verkopen. Wegens goed gedrag werd Abello Silva op 23 juli 2007 vrijgelaten.